# Барутница
Барутница е съд с различна форма за съхраняване и пренасяне на неголямо количество барут. В гърловината си обикновено има мярка за дозирането на барута. Произвеждала се е от рог, кожа, дърво, мед, сребро.
Барутниците често са украсявани с инкрустации, резба и литографии. Съществуват от края на 15 век и до началото на 20 век.
Барутницата е задължителен атрибут във военното снаряжение на стрелците, мускетарите, казаците и ловците, използващи шомполни пушки. С въвеждането на унитарните патрони в края на 19 век необходимостта от барутниците изчезва.
Барутницата за запала в руския език се нарича Натру́ска.
Изображението на барутници се използва в хералдиката. Например, на герба на Федералното агентство по държавните резерви на Руската Федерация, на герба на град Шостка, герба на град Кривой Рог.

## Галерия
- Гербът на Росрезерв
- Гербът на град Шостка
- Гербът на град Кривой Рог